# Fenyő Árpád
Fenyő Árpád, 1902-ig Fleischhacker (Nagykanizsa, 1897. december 15. – ?, 1944) színművész.

## Élete
Fleischhacker Jakab (1854–1914) fogyasztási és italmérési hivatalnok és Steiner Mária (1857–1939) gyermekeként született. Családi nevét 1902-ben Fenyőre változtatta. 1923-tól 1938-ig a Terézkörúti Színpad tagja volt. Ezt követően származása miatt csak az Országos Magyar Izraelita Közművelődési Egyesület színpadán léphetett fel, ahol számos kabaréban, vígjátékban és bohózatban játszott. 1944-ben Nagykanizsáról deportálták. A holokauszt áldozata lett.

## Könyve
- Egy kis dadogás (magánkiadás, Budapest, 1942)

## Szerepei

### Filmszerepei
- Piri mindent tud (1932) – konferanszié
- Barátságos arcot kérek (1935) – Balázs doktor
- Ember a híd alatt (1936) – Soltész inasa

### Színházi szerepei
- Vadnay László: Őfensége szobája – Maître d'hotel
- Claude Bonnet: Az ugynevezett szerelem
- Lőrincz Miklós: A kockavadász – Fővadász
- Lőrincz Miklós: A fehér egér – Verőczey